# 六集 (増支部)
「六集」（ろくしゅう、巴: Chakka-nipāta, チャッカ・ニパータ）とは、パーリ仏典経蔵増支部の第6集。

## 構成
13品649経（項目）から成る。
- 初の五十
  - 1.応請品（Āhuneyya-vaggo） --- 1-10
  - 2.可念品（Sāraṇīya-vaggo） --- 11-20
  - 3.無上品（Anuttariya-vaggo） --- 21-30
  - 4.天品（Devatā-vaggo） --- 31-42
  - 5.曇弥品（Dhammika-vaggo） --- 43-54
- 第二の五十
  - 6.大品（Mahā-vaggo） --- 55-64
  - 7.天神品（Devatā-vaggo） --- 65-74
  - 8.阿羅漢果品（Arahatta-vaggo） --- 75-84
  - 9.清涼品（Sīti-vaggo） --- 85-95
  - 10.勝利品（Ānisaṃsa-vaggo） --- 96-106
- 五十所不摂品
  - 11.三法品（Tika-vaggo） --- 107-116
  - 12.沙門品（Sāmañña-vaggo） --- 117-139
  - 13.貪品（Rāga-peyyālaṃ） --- 140-649

## 日本語訳
- 『南伝大蔵経・経蔵・増支部経典4』（第20巻） 大蔵出版